# Victor-Maurice de Broglie
Victor-Maurice de Broglie, II conte di Broglie (Broglie, 12 marzo 1647 – Parigi, 4 agosto 1727), è stato un nobile e militare francese.

## Biografia
Victor-Maurice de Broglie nacque nella famiglia de Broglie, originaria del Piemonte. Egli era figlio del conte François-Marie de Broglie e di Angelique de Vassal, contessa di Favria. Dopo la morte di suo padre egli ereditò le contee di Broglie e Revel, il marchesato di Senonches e ricevette anche il governo di La Bassee, presso Lilla.
Egli prestò servizio nell'esercito francese sotto il comando del Condé, del Turenne e di altri comandanti famosi dell'età di Luigi XIV nell'ambito della Guerra franco-olandese ed in altri conflitti.
Venne nominato maresciallo di campo nel 1676, tenente generale nel 1688 ed infine maresciallo di Francia nel 1724, appena tre anni prima della sua morte.

## Matrimonio e figli
Victor-Maurice sposò il 2 agosto 1685 Marie de Lamoignon, dalla quale ebbe i seguenti figli:
- Joseph Hyacinthe (1667-1693)
- Charles Guillaume, marchese de Broglie, signore di Mesnil (1669-1751), sposò Marie Madeleine Voysin
- François-Marie de Broglie (1671-1745), sposò Thérèse Gillette Locquet de Grandville
- Achille (1672-1750)
- Charles Maurice (1682-1766)
- Marie-Madeleine (1683-1699), sposò Jean Mathias Riquet, barone de Bonrepos
- Victor (1689-1719)